# 蓬特拉雷纳
蓬特拉雷纳（西班牙語：Puente la Reina）是西班牙纳瓦拉的一个市镇。总面积40平方公里，总人口2412人（2001年），人口密度60人/平方公里。

蓬特拉雷纳 - Puente la Reina
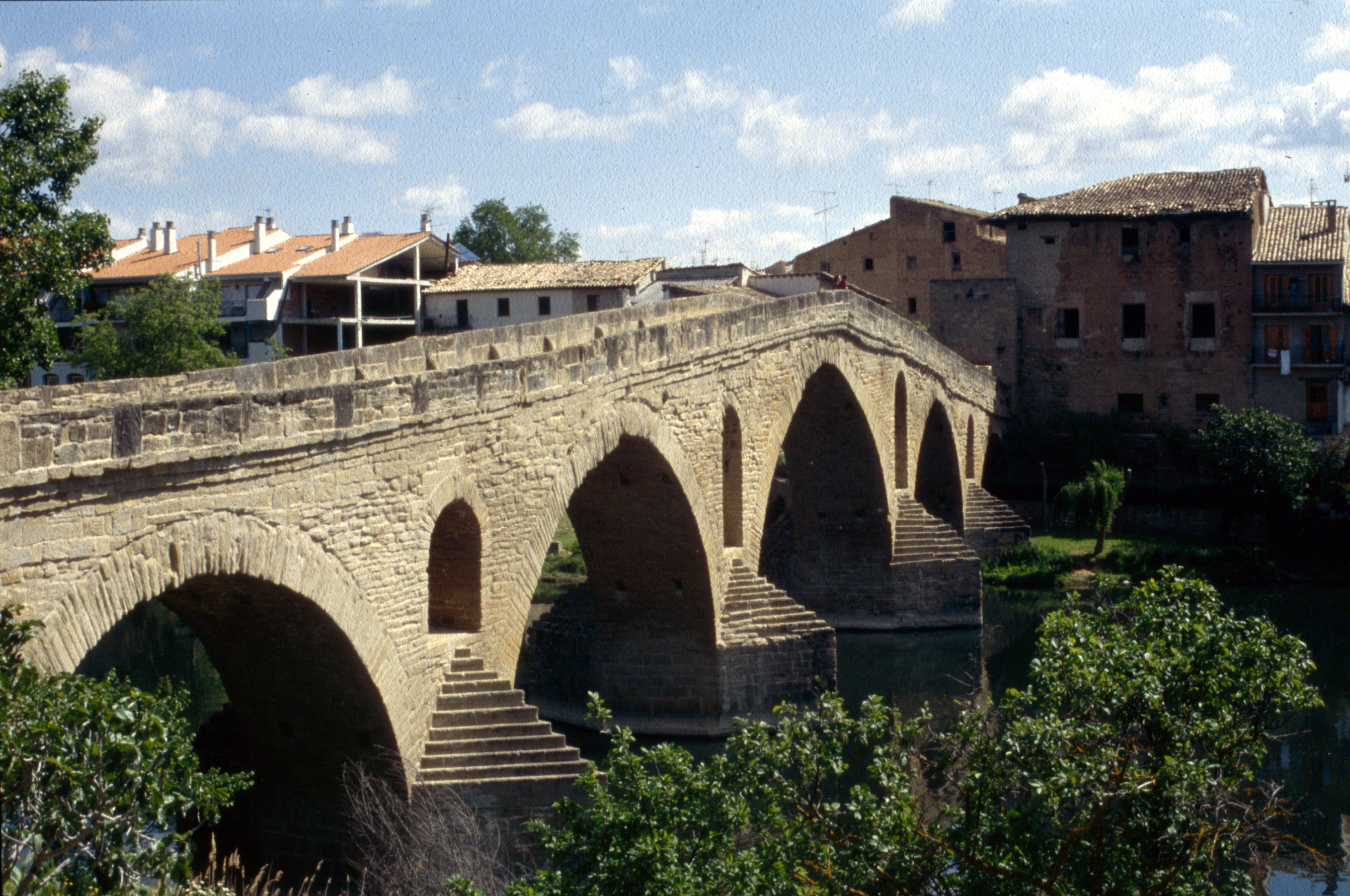
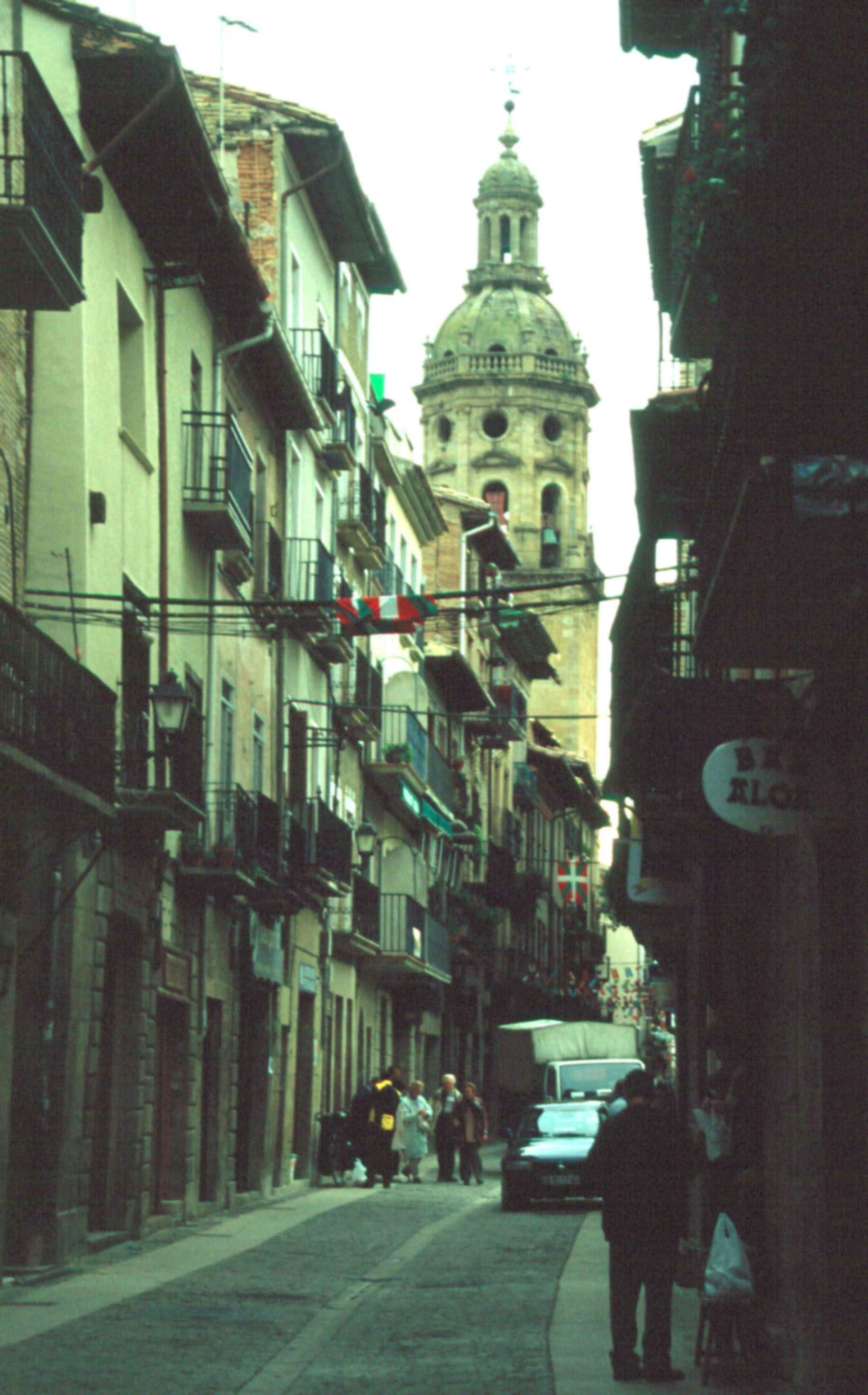
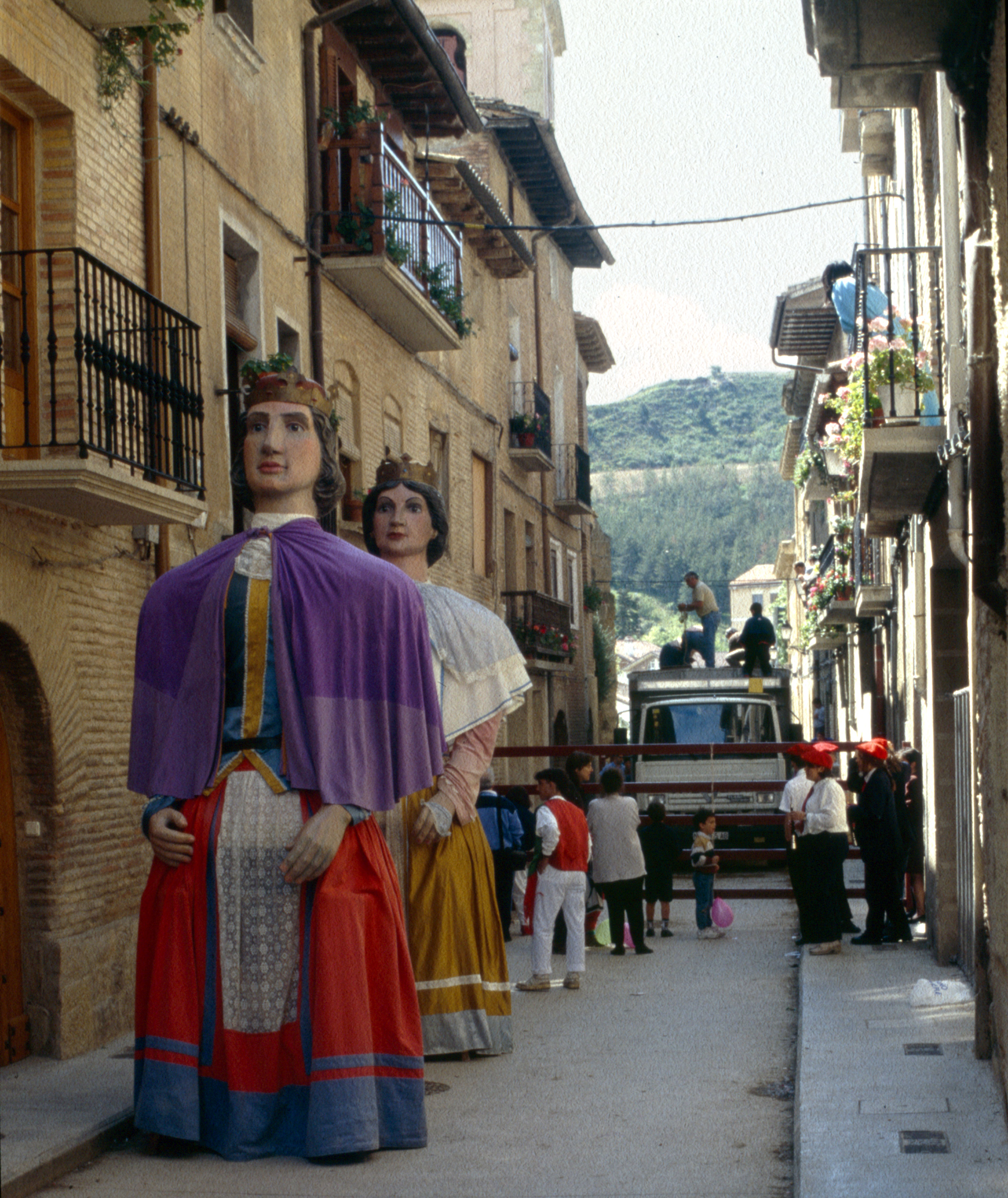
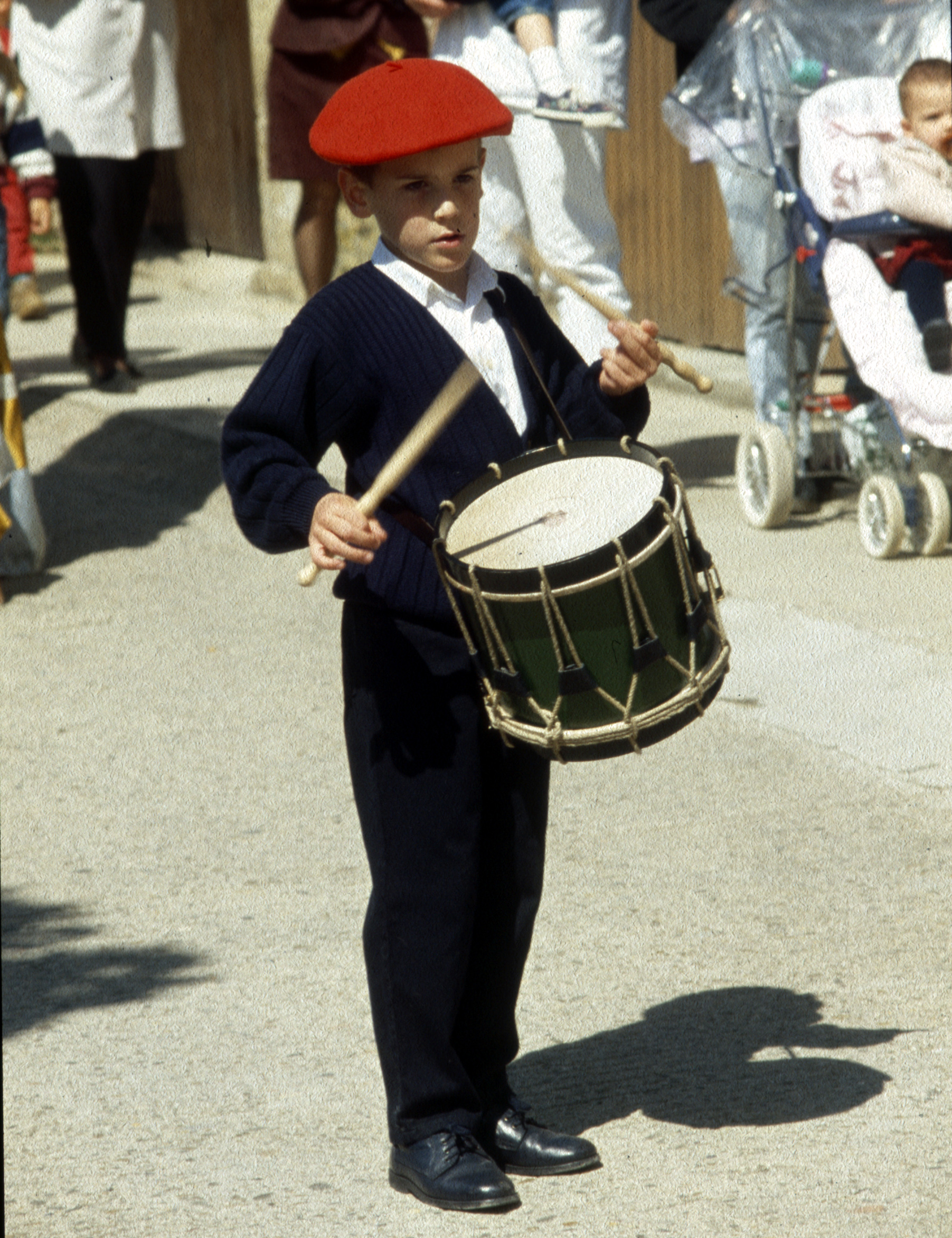
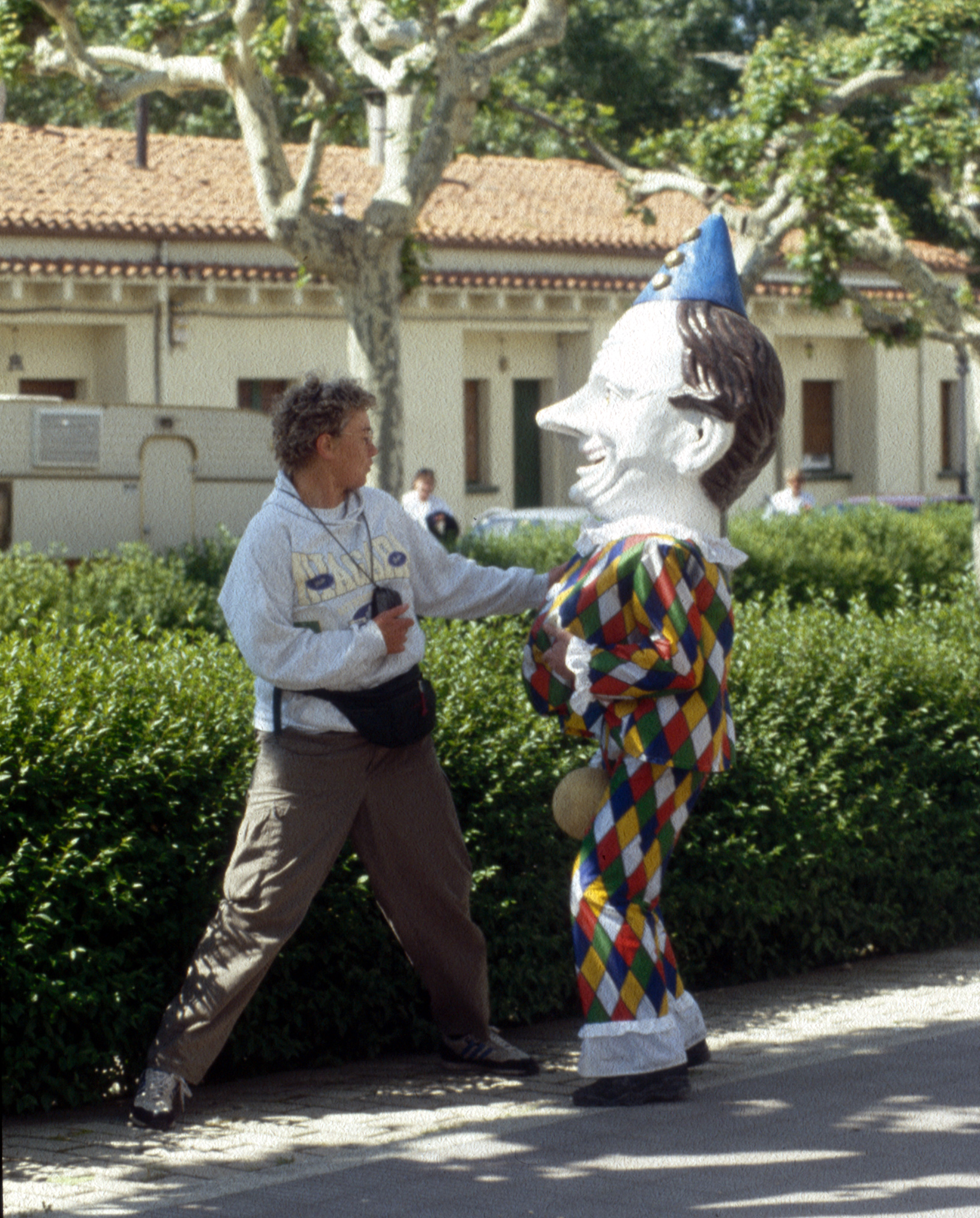